# Siler City
Siler City is een plaats (town) in de Amerikaanse staat North Carolina, en valt bestuurlijk gezien onder Chatham County.

## Demografie
Bij de volkstelling in 2000 werd het aantal inwoners vastgesteld op 6966.
In 2006 is het aantal inwoners door het United States Census Bureau geschat op 8449, een stijging van 1483 (21,3%).

## Geografie
Volgens het United States Census Bureau beslaat de plaats een oppervlakte van
12,7 km², geheel bestaande uit land. Siler City ligt op ongeveer 190 m boven zeeniveau.

## Plaatsen in de nabije omgeving
De onderstaande figuur toont nabijgelegen plaatsen in een straal van 24 km rond Siler City.